# Старовинний храм
Старовинний храм («на консолях») — пам'ятка архітектури національного значення України (охор. № 010071/19), що належить до комплексу пам'яток Генуезької фортеці в Судаку.
Знаходиться на схилі гори нижче Дозорної башти. Початок будівництва споруди в різних джерелах має різне датування: Х, ХІІ, XIV, XV століття. Розкопками 1973 року встановлено, що храм споруджений не раніше XII ст., пізніше перебудовувався.
Споруда зального типу з двома апсидами зі східного боку (таке рішення дуже рідко зустрічається в архітектурі). Складена з піщанику, північна апсида знизу підтримується трьома кам'яними профільованими консолями у вигляді кронштейнів, тому його іноді називають храмом «на консолях». Кути і основа північної апсиди з кронштейнами виконані з тесаного вапняку. Споруда була перекрита зводом на підпружних арках. Нижня частина однієї арки збереглася на північній стіні.
Пам'ятка дуже понівечена. У 1972 році проведена її консервація: закріплені і частково відновлені стіна, карниз на північній стіні, зроблена підлога, вимощення, упорядкована прилегла територія.